# Liberi (Danti)
Liberi è un singolo del rapper italiano Danti, pubblicato il 26 giugno 2020.

## Descrizione
Il brano ha visto la partecipazione dei cantanti italiani Raf e Fabio Rovazzi.

## Video musicale
Il videoclip, diretto da The Astronauts, è stato reso disponibile il 3 luglio 2020 tramite YouTube. Il video è stato girato in parte a Miami e in parte a Milano.

## Successo commerciale
In Italia il brano è stato il 78º più trasmesso dalle radio nel 2020.

## Classifiche
| Classifica (2020)         | Posizione massima |
| ------------------------- | ----------------- |
| Italia (airplay italiana) | 6                 |